# Бейкуш
Винярня «Бейкуш» (Beykush Winery) — це українська винярня, заснована у 2010 році на мисі Бейкуш біля села Чорноморка Миколаївської області.
Символом компанії, який зображено на етикетках вин, стали птахи, що живуть по сусідству з водою. Це чайки, баклани, чаплі, одуди, ракши, лелеки та сови.
Сам же топонім Бейкуш має турецьке коріння і перекладається як «сова» або ж «король птахів».

## Виноградники
11 гектарів виноградників «Бейкушу» ростуть на мисі Бейкуш, береги якого омиваються з одного боку Березанським лиманом, з іншого Бейкуським лиманом.
Це клони французьких та італійських білих сортів — Шардоне, Піно-Гріджио, Рислінг, Совіньйон Блан, Ркацителі та червоних — Піно Нуар, Мерло, Сапераві, Каберне-Совіньйон. А також експериментальний виноградник із білими Тельті-Курук, Альваріньо, Тіморассо та червоними Темпранільо, Мальбек, Пінотаж.

## Вина
Часто вина компанії являють собою нетрадиційні бленди або рідкісні експериментальні сорти.

### «Артанія»
Лінійка за французьким принципом «вина господарства» — мікс вина з різних сортів і виноградників в одному кюве.
За легендою, Артанія — це давня країна в районі Північного Причорномор'я.
Артанія Біле. Сухе біле вино.
Виноград: 31 % Шардоне, 18 % Піно Грі, 15 % Ркацителі, 9 % Совіньйон Блан, 8 % Шенен Блан, 8 % Рислінг, 8 % Аліготе і 3 % Тіморассо
Міцність: 13,5 %
Температура подачі: 10-12 градусів
Артанія Розе. Сухе рожеве вино.
Виноград: Піно Гріджо 80 %, Піно Нуар 10 %, Аліготе 10 %.
Міцність: 13.5 %
Температура подачі:10-12 градусів
Артанія Червоне. Сухе червоне вино.
Виноград: 31 % Мерло, 21 % Мальбек, 21 % Піно Нуар, 14 % Пінотаж та 13 % Каберне Совіньйон, Каберне Фран, Сапераві
Міцність: 14 %
Температура подачі: 16-18 градусів
Артанія Резерв. Сухе червоне вино.
Виноград: 50 % Мерло, 37 % Сапераві та 13 % Каберне-Совіньйон.
Міцність: 13 %
Температура подачі: 16-18 градусів

### «Бейкуш»
Ця серія вин названа на честь затоки Бейкуш.
Бейкуш Біле. Сухе біле вино.
Виноград: 100 % Альбаріньо
Міцність: 12.5 %
Температура подачі: 8 градусів
Бейкуш Ркацителі. Сухе біле вино.
Виноград: 100 % Ркацителі
Міцність: 11,5 %
Температура подачі: 10-12 градусів

### «Фантазія»
Лінійка експериментального вина.
Ілюзія. Сухе червоне вино.
Виноград: 86 % Піно Нуар, 7 % Мальбек, 7 % ув'яленого Темпранільйо
Міцність: 12 %
Температура подачі: 14-16 градусів
Фантазія Тіморассо. Сухе біле вино.
Виноград: 100 % Тіморассо
Міцність: 13,8 %
Температура подачі: 10-12 градусів

### «Супер Бейкуш»
Лінійка експериментального вина.
Яфе Нагар. Сухе біле вино.
Кілька років дозріває в бочці з французького дуба.
Виноград: 50 % Рислінг, 50 % Шардоне
Міцність: 13,5 %
Температура подачі: 10-12 градусів
Кара Кермен. Сухе червоне вино.
Назване на честь міфічної фортеці Кара Кермен. За легендою, її у XV столітті побудував кримський хан на місці Очакова.
Виноград: 50 % Сапераві, 50 % Темпранільо, метод Apassimento
Міцність: 14,5
Температура подачі: 16-18 градусів
Піно Нуар. Сухе червоне вино.
Виноград: 100 % Піно Нуар
Міцність: 14 %
Температура подачі: 16-18 градусів